# 绿穗苋
绿穗苋（学名：Amaranthus hybridus）是苋科苋属的植物。分布在北美洲、欧洲、南美洲以及中国大陆的河北、山西、湖北、江西、浙江、湖南、安徽、四川、陕西、江苏、贵州、河南等地，生长于海拔400米至1,100米的地区，多生长于旷地、田野及山坡，目前尚未由人工引种栽培。